# Матьє Шедід
Матьє́ Шеді́д, відоміший як -M- (фр. Matthieu Chedid; нар. 21 грудня 1971 року, Булонь-Біянкур, Франція) — французький співак, автор пісень і гітарист.

## Життєпис
Матьє Шедід — син французького співака Луї Шедіда та онук письменниці та поетеси Андре Шедід. Його сестра — режисер музичних концертів та відео Емілі Шедід.
Шедід — талановитий мультиінструменталіст. 1978 року, у віці шести років, Матьє почав співати в хорі його батька разом з сестрою, Емілі. У віці 20 років, будучи підлітком, Шедід заснував декілька короткочасних гуртів, таких як «Mat Mat», «Les bébés fous» і «Les poissons rouges», співпрацював з багатьма художниками, як на сцені та в студії звукозапису. На початку своєї сольної кар'єри Матьє розігрівав концерти групи «Texas».

## Кар'єра

### -M-
Шедід придумав персонажа на ім'я -M-, в яскравих костюмах (переважно монохромні з тонкими штанами та довгим жакетом з гострими комірами) і зачіскою у формі літери М, як засіб подолання своєї сором'язливості на сцені, а також як спосіб дистанціюватися від його роботи. Псевдонім походить від першої літери імені Матьє, але також це є натяком на французьке слово «Aime», що означає любов. Сам Шедід каже, що -M- є супергероєм. Іноді перед концертом він виходить на сцену в джинсах і светрі кажучи: «Я хочу з вами привітатися зараз, поки я Матьє, поки моя зачіска не готова і поки фрак висить на стільці. Через кілька хвилин ви про мене і не згадаєте, вся ваша увага буде спрямована на супергероя -M-».

### «Le Baptême»
1997 року вийшов його перший сольний альбом «Le Baptême» з персонажем -M-. За допомогою створених ним сцен, він досить швидко набув популярності. Перший успіх прийшов до нього з піснею «Machistador». Матьє здатний легко створити реальний контакт зі своєю аудиторією, сміючись і жартуючи разом з шанувальниками.

### «Je dis aime»

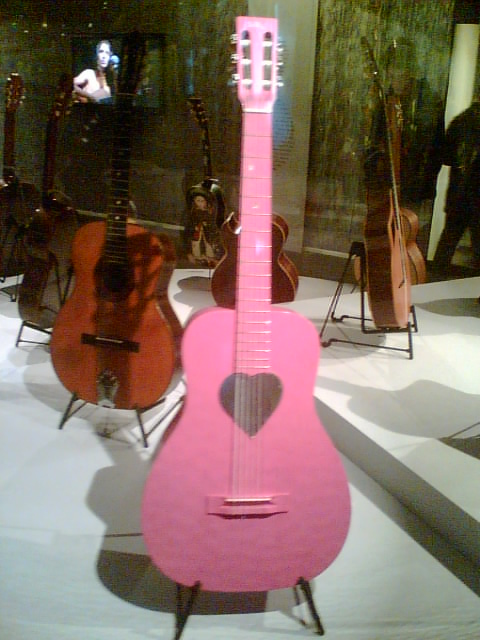
Рожева гітара музиканта

Після співпраці з Ванессою Параді 1999 року вийшов другий його альбом «Je dis aime». Альбом включив 15 композицій та був проданий у накладі в більш ніж 200 000 примірниках. На концертах він завжди виступав у своєму образі, що перетворювало їх на цілі вистави.

### «Labo M» і «Qui de nous deux»
2003 року вийшов інструментальний експериментальний альбом «Labo M». Восени він випустив другий альбом за рік «Qui de nous deux». Він був записаний на честь народження його доньки, для якої була створена спеціальна гітара — повністю рожева . До музикантів приєднався гітарист Себастьєн Мартель.

### «Mister Mystère»
Ще за рік до виходу нового альбому «Mister Mystère» ходили чутки, що Шедід вирішив відмовитися від персонажа -M-, щоб виступати під своїм справжнім ім'ям . Альбом вийшов під авторством -M-, але в буклет до нього ввійшли фотографії співака без костюмів, пов'язаних з характером -M-, яскраво-рожевий сюртук він змінив на чорно-білий костюм. У першому кліпі «Le Roi Des Ombres» показано, як Шедід спалює крихітне опудало свого альтер его -M-. У наступних кліпах музикант з'явився або у своєму новому монохромному образі, або зовсім без гриму та особливого одягу.

## Інша діяльність
- Шедід виконав пісні для декількох фільмів: «Qui es-tu?» («Арсен Люпен»), «Belleville Rendez — Vous» (мультфільм «Тріо з Бельвіля»).
- Матьє взяв участь у фільмі «Не кажи нікому» як композитор і записав пісню «Ne Le Dis À Personne».
- У фільмі «Маленькі секрети» Гійома Кане відбувся дебют Шедіда як кіноактора, де він зіграв незначну роль.
- Музикант випустив навчальний DVD «Les lecons de la musique». Він містить інтерактивні уроки гри на гітарі удома від -М- [5].

## Команда -M-
На невеликих концертах Матьє зазвичай виступає сам, граючи на декількох інструментах, але під час великих турів з ним грає команда музикантів:
- Сіріл Атеф (фр. Cyril Atef) — барабанщик, перкусіоніст
- Вінсент Сегал (фр. Vincent Segal) — басист, віолончеліст, органіст
- Шалом (фр. Shalom) — діджей, басист
- Меджік Малік (фр. Magic Malik) — флейтист (тільки в турі «Le tour de -M-»)
- Себастьєн Мартель (фр. Sebastien Martel) — гітарист (тільки в турі «En tete a tete»)

## Особисте життя
1 травня 2002 року в Матьє народилась донька Біллі від дівчини Селін. Після цього він написав мюзикл-казку «Le Soldat Rose», яку присвятив доньці .
2009 року одружився з Жульєт Дешам, співробітницею театру .

## Нагороди
2000
- Найкращий виконавець року
- Найкращий концерт

2005
- Найкращий виконавець року
- Найкращий альбом (Qui de nous deux)
- Найкращий тур
- Найкращий музичний DVD («Les lecons de la musique» режисер — Емілі Шедід)

2006
- Найкращий відеокліп (Est Ce Que Tu Aimes, -М- і Артур Аш)

2007
- Найкращий саундтрек (Ne Le Dis A Personne)
- Переможець премії «César» за найкращий саундтрек

2010
- Найкращий концерт на думку радіо Europe 1 [8]. Голосування в цій номінації тривало кілька тижнів, внаслідок чого-М-переміг, обійшовши таких виконавців, як «AC/DC», «Depeche Mode», Jay Z, Леді Гага, Prince, Ріанна, Sting, «U2» та інших.

2011
- Найкращий концерт
- Найкращий тур

## Дискографія

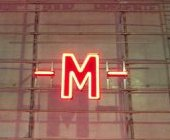
Перша літера імені музиканта стала його сценічним ім'ям

### Студійні альбоми
- Le Baptême (1997)
- Je dis aime (1999)
- Labo M (2003)
- Qui de nous deux (2003)
- Ne le dis à personne (саундтрек, 2006)
- Mister Mystère (2009)

### Концертні альбоми
- Le tour de -M- (live, 2001)
- -M- au Spectrum (live, 2005)
- En tête à tête (live, 2005)
- Les saisons de passage (live, 2010)